# Centro studi cinematografici
La Centro studi cinematografici, anche conosciuta con l'acronimo CSC, è una associazione non a scopo di lucro volta alla  ricerca, formazione e valorizzazione della cultura cinematografica.
L'organizzazione è una delle 9 associazioni culturali senza scopo di lucro riconosciute a livello nazionale dal Ministero dei beni e delle attività culturali e del turismo – Direzione generale per il cinema nata all'interno del movimento dei Cine Club.